# Maesa naumanniana
Maesa naumanniana är en viveväxtart som beskrevs av Carl Christian Mez. Maesa naumanniana ingår i släktet Maesa och familjen viveväxter. Inga underarter finns listade i Catalogue of Life.